# Микита (Добронравов)
Ігумен Микита (в миру Олег Станіславович Добронравов, рос. Оле́г Станисла́вович Добронра́вов, игу́мен Ники́та, 1 січня 1962, Муром) — священнослужитель Російської православної церкви, кандидат богослів'я, церковний історик, фахівець з церковного права, співробітник Відділу зовнішніх церковних зв'язків Московського патріархату, настоятель Успенського приходу при Генеральному Консульстві Росії в м. Турку (Фінляндія).

## Біографія

### Сім'я
- Батько: Добронравов Станіслав (В'ячеслав) Михайлович (з родини священнослужителів РПЦ)
- Мати: Добронравова (Малишева) Любов Сергіївна (з родини старообрядців Нижегородської обл. РПСЦ)
- Дід: Михайло Добронравов, випускник Муромського духовного училища.
- Прадід: Євген Добронравов, протоієрей. Служив в Нижегородській та Володимирської єпархіях. Репресований у 1924

#### Родичі
- Архієпископ Володимирський і Суздальський Микола (Добронравов);
- Ігуменія Арсенія (Добронравова Ганна Гаврилівна), у схимі Хома;
- Протоієрей Вікторин Добронравов;
- Добронравов, Василь Гаврилович, викладач Володимирській духовної семінарії.

### Світська освіта
- 1995 — Російський Державний Гуманітарний Університет (РДГУ), факультет музеєзнавства та охорони пам'ятників історії і культури.

### Духовна освіта
- 1994 — Московська духовна семінарія.
- 1998 — Московська духовна академія (МДА) (присуджено вчений ступінь кандидата богослов'я за роботу «Проблема діаспори в православному церковному праві»).
- 2000 — аспірантура Московської духовної Академії (37-й випуск, робота «Православ'я в Угорщині»).[1]
- 2008 — Åbo Akademi (Turku, Фінляндія), богословський факультет.

## Церковне служіння
- 1985—1988 — псаломщик Благовіщенського собору м. Мурома
- 1990—1992 — секретар архієпископа Володимирського і Суздальського Євлогія (Смірнова).
- 1993—1997 — співробітник і екскурсовод Церковно-археологічного кабінету (МДА).
- 1997 по н/вр. — співробітник Відділу зовнішніх церковних зв'язків Московського Патріархату. Секретар Комісії по взаємодії зі старообрядцями і одновірцями (1999—2001).
- 2000—2001 — клірик храму Живоначальної Трійці в Хорошеве (м. Москва).
- 2001—2002 — клірик Фінляндського Благочинія Московського Патріархату (м. Порі, Фінляндія).
- 2002 — 2003 — настоятель Олександро-Невського приходу (Копенгаген, Данія).[2]
- 2003 по н/вр. — настоятель Свято-Успенського храму при Генеральному Консульстві Росії в Турку (Фінляндія)

## Священний сан
- 8 вересня 1991 — рясофорна послушник (Володимирський Архієрейський Дім / єпископ Володимирський і Суздальський Євлогій (Смирнов)).
- 15 травня 1994 — хіротесія під читця (храм Покрова Пресвятої Богородиці (МДА) / єпископ Дмитровський Філарет (Карагодін)).
- 15 квітня 2000 — пострижений у чернецтво з ім'ям Микита (Успенський кафедральний собор м. Смоленська / митрополит Смоленський і Калінінградський Кирило).
- 16 квітня 2000 — хіротонія в сан ієродиякона (Успенський кафедральний собор м. Смоленська / митрополит Смоленський і Калінінградський Кирило).
- 29 квітня 2000 — хіротонія ієромонаха (Успенський кафедральний собор м. Смоленська / митрополит Смоленський і Калінінградський Кирило).
- 21 вересня 2006 — возведений у сан ігумена (Свято-Нікольський храм м. Гельсінкі / митрополит Смоленський і Калінінградський Кирило
- Тезоіменитство — 3 / 16 квітня св. прп. Микити сповідника, ігумена обителі Мідікійської

### Комісія з старообрядництва і єдиновірства
Був ініціатором установи Синодальної Комісії з старообрядництва і єдиновірства, а з 24 листопада 1999 по 2001 рр.. був її першим секретарем.

24 листопада 1999 у Відділі зовнішніх церковних зносин Московського Патріархату під головуванням митрополита Смоленського і Калінінградського Кирила відбулося перше засідання Комісії з координації дій Російської Православної Церкви з старообрядництва. Створення Комісії, метою якої є розвиток і поглиблення співпраці Російської Православної Церкви з Старообрядництво в справі зміцнення традиційних духовних цінностей і норм життя нашого суспільства, було схвалено Священним Синодом Руської Православної Церкви..
Був одним з ініціаторів проведення з 26 по 28 листопада 2000 святкування ювілею 200-Річчя канонічного буття Старообрядне (єдиновірчеських) парафій в лоні Московського Патріархату..

### Загальноцерковна діяльність
У 1998 р. представляв позицію Російської Православної Церкви на загальноправославному форумі «Environment and Poverty» (Halki, June 14-20, 1998), що пройшов з ініціативи Константинопольського Патріархату в м. Стамбулі (Туреччина). У 2000 входив до складу делегації Московського Патріархату на загальноправославному конференції, присвяченої 2000-річчю християнства, виступивши з доповіддю «Проблема православної діаспори» (Афіни, Греція).
З 2007 член редколегії і автор ряду статей журналу «Північний Благовіст» («рос. Северный Благовест») — друкованого органу приходів Російської Православної Церкви у Фінляндії, Данії, Норвегії, Швеції та Ісландії.

## Церковні нагороди
- 2000 — патріарший хрест (нагорода Патріарха Румунського Феоктиста)
- 2002 (Великдень) — наперсним хрестом.
- 2002 (Різдво)— Патріарша грамота.
- 2006 — сан ігумена